# Кириленко Іван Григорович
Іва́н Григо́рович Кириле́нко (нар. 2 жовтня 1956, село Берестове, Бердянський район, Запорізька область) — український політик. Міністр аграрної політики України. Народний депутат України. Заступник голови партії ВО «Батьківщина».

## Життєпис

### Освіта
У 1978 році отримав диплом Дніпропетровського сільськогосподарського інституту, отримавши спеціальність агронома, 1991-го — закінчив Академію суспільних наук при Центральному комітеті КПРС.
Кандидат історичних наук. З 2001 року є доктором економічних наук.
Член-кореспондент Національної академії аграрних наук України (відділення регіональних центрів наукового забезпечення агропромислового виробництва, з грудня 2002).

### Трудова діяльність
Початок трудового шляху припав на 1978‒1981 роки на посаді першого секретаря Солонянського районного комітету ЛКСМУ Дніпропетровської області.
З 1981 по 1985 рік — секретар, другий секретар Дніпропетровського обласного комітету ЛКСМУ.
У 1985—1987 роках працював заступником голови, головою колгоспу імені Петровського (Солонянський район, Дніпропетровська область).
З 1987 по 1988 рік був заступником завідувача відділу сільського господарства і харчової промисловості Дніпропетровського обкому Компартії України.
У 1988—1990 роках обіймав посаду першого секретаря Магдалинівського районного комітету КПУ.
З 1990 по 1991 рік завідувач відділу сільського господарства і харчової промисловості Дніпропетровського обкому Компартії України.
У 1991—1992 роках працював на посаді заступника начальника, потім — начальником відділу сільгосппродукції Акціонерного товариства (АТ) «Дніпропетровська товарно-фондова біржа».
З 1992 по 1994 рік був секретарем Дніпропетровської обласної державної адміністрації.
1994 року стає заступником голови Дніпропетровської обласної ради народних депутатів.
З 1995 по 1996 рік — перший заступник голови Дніпропетровської облдержадміністрації.
1999 року І. Кириленка обирають до Національна рада з питань молодіжної політики при Президентові України.
Отримує портфель Міністра аграрної політики України в Кабмінах Віктора Ющенка та Анатолія Кінаха (січень 2000 — квітень 2002). 2000 року входив до складу Урядового комітету з реформування аграрного сектору та питань екології.
З листопада 2002 по лютий 2005 року політик був «аграрним» віцепрем'єр-міністром України.

### Парламентська діяльність
Уперше отримавши мандат народного депутата Верховної Ради України II скликання 1995 року (Павлоградський виборчий округ № 96 Дніпропетровської області, висувався трудовим колективом), потім п'ять разів поспіль обирався парламентарієм. Член Комітету з питань АПК, земельних ресурсів та соціального розвитку села.
До Верховної Ради III скликання пройшов від ВО «Громада», членом фракції якої був із травня 1998 по березень 1999 року (по виборчому округу № 36 Дніпропетровської області).
Потім (березень 1999 — лютий 2000) входив до складу фракції «Батьківщина» під проводом Юлії Тимошенко. Голова Комітету з питань молодіжної політики, фізичної культури та спорту.
На парламентських виборах‒2002 отримав мандат народного депутата Верховної Ради України IV скликання від виборчого блоку «За єдину Україну!» (№ 16 списку). Голова підкомітету з питань співробітництва з Європейським союзом, Світовою організацією торгівлі та Організацією Чорноморського економічного співробітництва Комітету з питань європейської інтеграції.

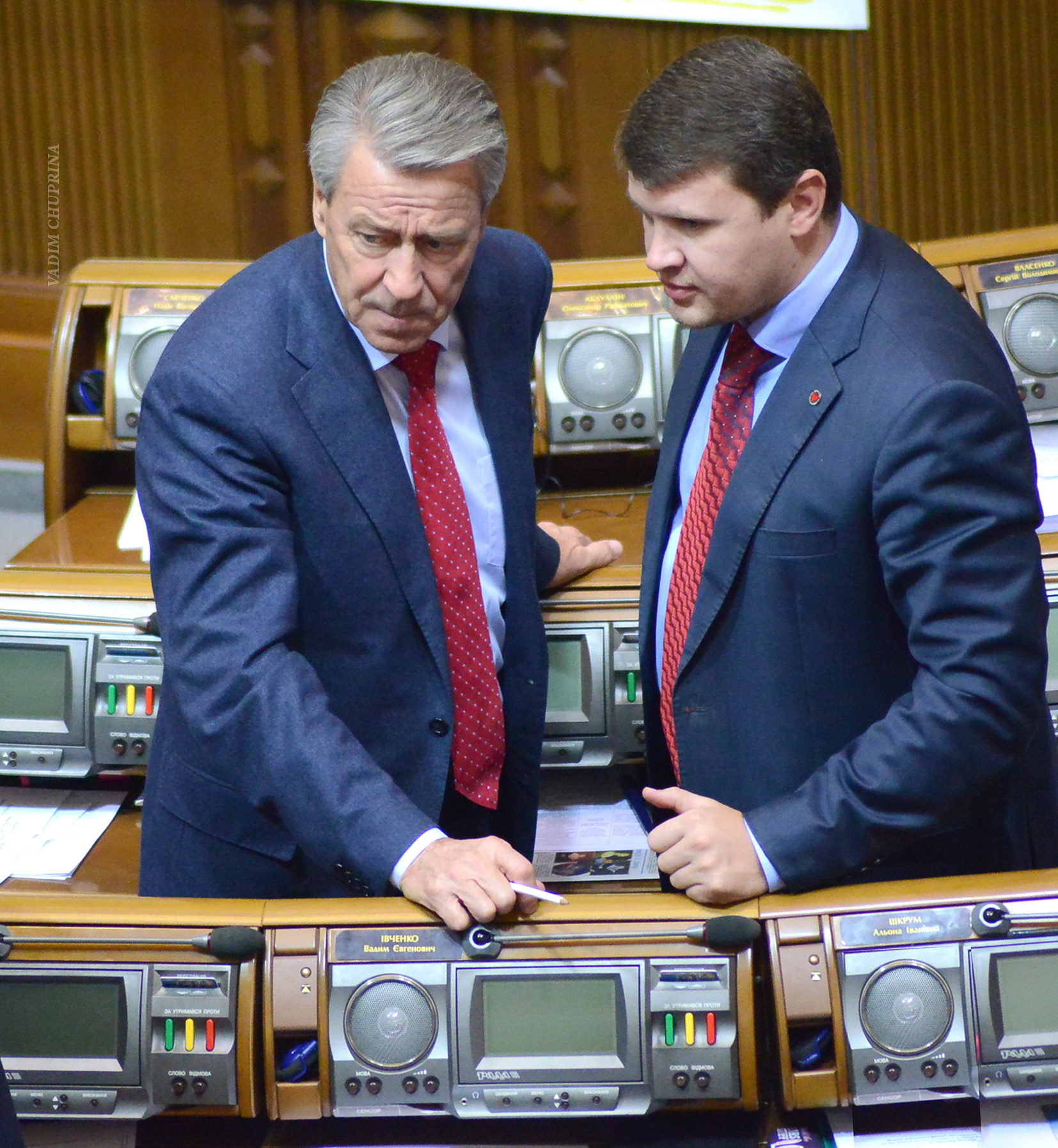
Кириленко І. Г. та Івченко В. Є., у Верховній Раді України 2016 рік.

До Верховної Ради V та VI скликань пройшов від Блоку Юлії Тимошенко (обидва рази під № 70 списку БЮТ).
З травня 2006 року — член фракції БЮТ, поповнив лави партії «Батьківщина». Голова підкомітету з питань координації співробітництва з ЄС Комітету з питань європейської інтеграції.
Після позачергових парламентських виборів‒2007 і переходу Ю. Тимошенко, а також Олександра Турчинова на роботу в уряд у грудні того ж року стає головою фракції БЮТ. Член Комітету з питань європейської інтеграції.
На парламентські вибори‒2012 у складі ВО «Батьківщина» пройшов до парламенту України VII скликання (№ 15 виборчого списку) — член фракції «Батьківщина». У грудні 2012 року увійшов до складу Комітету Верховної Ради з питань європейської інтеграції, голова підкомітету з питань економічного та секторального співробітництва між Україною.
Народний депутат України VIII скликання. Член депутатської фракції політичної партії "Всеукраїнське об'єднання «Батьківщина» у Верховній Раді України. Посада — заступник голови Комітету, голова підкомітету з питань науки, інноваційної діяльності та інтелектуальної власності Комітету Верховної Ради України з питань науки і освіти.
Кандидат у народні депутати від «Батьківщини» на парламентських виборах 2019 року, № 6 у списку.

## Особисте життя
Одружений. Разом з дружиною Зінаїдою виховують доньку.

## Нагороди та регалії
- Орден «Знак Пошани» СРСР (1986 рік)
- Заслужений працівник сільського господарства України (1993 рік)[9]
- Орден сільськогосподарських заслуг (2001 рік, Франція)
- Орден «За заслуги» ІІ ступеня (2002 рік)
- Орден «За заслуги» І ступеня (2004 рік)
- Орден князя Ярослава Мудрого V ступеня (23 серпня 2021) — за значний особистий внесок у державне будівництво, зміцнення обороноздатності, соціально-економічний, науково-технічний, культурно-освітній розвиток Української держави, вагомі трудові досягнення, багаторічну сумлінну працю та з нагоди 30-ї річниці незалежності України[10]
- відзнака НАН України «За наукові досягнення» (2025) — за багатолітню плідну творчу працю, високопрофесійні здобутки у розбудові аграрного сектору української економіки та вагомий особистий внесок у популяризацію ідеї наукової спадщини Володимира Івановича Вернадського[11]